# Сергий (Шелонин)
Се́ргий Шело́нин (в миру Семён Михайлович Москвитин; ум. 1667, Соловецкие острова) — архимандрит Русской православной церкви, насельник Соловецкого монастыря, в 1646—1649 годы — настоятель Костромского Ипатьевского монастыря. Начётчик и писатель XVII века, агиограф.

## Биография
Родился в Москве. Служил делопроизводителем (канцеляристом) в одном из московских приказов.
С 1617 года подвизался в Соловецком монастыре. К 1638 году, когда он уже был в звании инока и из числа «преимущих» в Соловецком монастыре.
В середине 1640-х гг. он как опытный книжник был вызван в Москву для участия в книжной справе: здесь по повелению патриарха Иосифа Сергий готовил к напечатанию «Лествицу» Иоанна Синайского.
Около 1646 года Сергий был посвящён в архимандриты костромского Ипатьевского монастыря, но оставался там недолго и вернулся в Соловки, где прожил до самой смерти (1667 год), занимаясь перепиской книг и составлением житий.

## Церковный писатель
Переписанные Сергием книги составляют целую библиотеку, дающую возможность определить и интересы древнерусского любителя писаний, и размеры его книжной мудрости. Сергий не был простым переписчиком: он часто делал на полях поправки, заметки, сличения сходных мест и тому подобное, а иногда в конце «книги» присоединял «алфавитные указатели материй скорого ради обретения».
Наиболее его интересовали: «Псалтырь», в переводе Максима Грека. В переписанной Сергием рукописи имеется в конце и небольшое житие Максима, сочинённое самим архимандритом Сергием, «Небеса, или Богословие Иоанна Дамаскина», «Изложение о вере», поучения, «Сборник о священстве», разного рода жития, патерики, прологи и так далее.
В 1630—1640-е гг. он находился в своей обители и, пользуясь рукописями Соловецкой библиотеки, занимался изучением и исправлением текста патериков — Синайского, Скитского, Египетского (как свидетельство этой работы сохранились списки памятников с многочисленными редакторскими правками и примечаниями Сергия). Итогом этого труда стал сводный «Алфавитный» патерик — обширный свод повестей, сказаний и изречений, собранных их из разных патериков и расположенных в азбучном порядке по именам упоминаемых в них святых отцов. Значимой особенностью нового свода стало включение в него отдельных глав из Киево-Печерского патерика, рассказывающих о русских подвижниках. В Москве с книги было сделано несколько копий — так труд Сергия стал известен и разошелся в списках. Новый тип книги оказался очень востребованным у читателей XVII—XVIII вв. В 1791 г. по одному из списков Алфавитный патерик был издан старообрядцами в Супрасле. Черновая рукопись Сергия была возвращена в Соловецкий монастырь, где бережно хранилась с памятью о ее создателе (его имя несколько раз написано на первом ее листе). Черновой и беловой списки Алфавитного патерика хранятся в Российской национальной библиотеке в составе Соловецкого собрания.
Рукопись Сергия, содержащая в себе определения «о многоразличных церковных чинах» Стоглавого собора, признаётся одним из исправнейших епископов Стоглава.
Составленное Сергием «Сказание о новоявленных яренгских чудотворцах — Иоанне и Логгине», несмотря на свою чрезмерную витиеватость, считается образцом тогдашней агиографической литературы.
Второе составленное им в 1650-х годах житие носит следующее заглавие: «Сергия смиренного инока и пресвитера обители Пантократоровы, сущем понта окиана, иже на полунощной стране, на отоце Соловецком, слово на перенесение мощей иже в святых отца нашего Филиппа, митрополита московского и всея России чудотворца. Евлогисон патера». Оно примечательно тем тем, что представляет собой более биографическое произведение, нежели ораторское, панегирическое, и подробно следить за всей жизнью святителя.